# André Postel-Vinay
Pour les articles homonymes, voir Postel-Vinay.
André Postel-Vinay, né le 4 juin 1911 à Paris et mort le 11 février 2007 dans la même ville, est un résistant, compagnon de la Libération, haut fonctionnaire et homme politique français.

## Biographie

### Jeunesse et études
André Postel-Vinay grandit dans une famille de polytechniciens, son père et son grand-père étant diplômés de l'école. Plus intéressé par les affaires publiques et les sciences sociales, André Postel-Vinay s'inscrit à la faculté de droit de l'université de Paris, où il obtient une licence. Il est également diplômé de l'École libre des sciences politiques en 1938 où il prépare le concours de l'Inspection générale des finances. Il y est admis en 1938.
Il effectue son service militaire dans l'Artillerie, à Poitiers, de 1932 à 1933, et en sort avec le grade de lieutenant de réserve.
Le 6 juin 1946, il épouse Anise Girard, elle-même ancienne résistante-déportée à Ravensbrück. Le couple a quatre enfants, dont Olivier Postel-Vinay et Claire Andrieu.

### Pendant la Seconde Guerre mondiale
Mobilisé en 1939, il sert comme lieutenant au 70e Régiment d'artillerie de forteresse. Fait prisonnier le 17 juin 1940 en accomplissant une mission de liaison avec une unité d'infanterie, il s'évade le 24 juin 1940.
Pendant l'Occupation, il devient maître de conférence de méthode à l’École libre des sciences politiques. Il est recruté dans la résistance par Pierre d'Harcourt, qui est alors son étudiant. Ainsi, dès novembre 1940, entre dans la Résistance, dont il devient l'un des organisateurs dans la région parisienne.
Par l'intermédiaire de Pierre d'Harcourt, il se joint à l'équipe du réseau du service de renseignements de l'armée dirigé par le colonel Louis Rivet qui transmet des renseignements aux Britanniques. Toujours grâce à Pierre d'Harcourt, André Postel-Vinay participe également au réseau Pat O'Leary, chargé de rapatrier les militaires anglais restés en France et les aviateurs alliés. Il est en contact avec d'autres groupes, le groupe de Compiègne, celui du Musée de l'Homme.
Arrêté par la Gestapo le 14 décembre 1941, il fait une tentative de suicide trois jours plus tard. Opéré sans anesthésie, il est envoyé à la Santé au début du mois d'août puis transféré, pour examen psychiatrique, le 1er septembre 1942, à l'asile Sainte-Anne d'où il réussit à s'évader le 3 septembre 1942.
André Postel-Vinay rejoint Londres fin octobre 1942 ; engagé dans les FFC sous le nom d'André Duval, il est affecté au cabinet civil du général de Gaulle et, en même temps, nommé directeur général adjoint de la Caisse centrale de la France libre.
Fin 1943, André Postel-Vinay est nommé à l'Assemblée consultative provisoire à Alger.
En février 1944, il est nommé directeur général de la Caisse centrale de la France d'outre-mer et membre du Conseil de l'ordre de la Libération.

### Après la guerre
André Postel-Vinay est nommé directeur général de la Caisse centrale de coopération économique, devenue l'Agence française de développement, et de l'Institut d'émission des départements d'outre-mer jusqu'en 1972.
En 1973, il est président de la Commission des opérations de bourse (COB), devenue l'Autorité des marchés financiers (AMF).
Il est nommé le 28 mai 1974 comme secrétaire d'État auprès du ministre du Travail, chargé des travailleurs immigrés dans le gouvernement de Jacques Chirac. En désaccord avec l'arbitrage du Premier ministre, il démissionne dès le 22 juillet 1974, dénonçant l’absence de politique sociale en faveur des immigrés et l'arrêt de l'immigration décrété en juillet 1974,.
Il réintègre les cadres de l'Inspection des Finances en 1974 comme inspecteur général jusqu'à son départ à la retraite en 1976.

## Décorations et hommages
- Commandeur de la Légion d'honneur
- Compagnon de la Libération par décret du 21 octobre 1943[4]
- Grand-croix de l'ordre national du Mérite par décret du 31 décembre 1981[12]
- Croix de guerre 1939–1945 (2 citations)
- Commandeur de l'ordre national de Côte d'Ivoire
- Commandeur de l'ordre national du Lion du Sénégal
- Commandeur de l'ordre national de Madagascar

## Publications
- Un fou s'évade, éditions du Félin, 1997 (2e éd. en 2009, Un fou s'évade : souvenirs de 1941-1942)